# Tổng cục Tình báo, Quân đội nhân dân Việt Nam
Tổng cục Tình báo Quốc phòng, gọi tắt là Tổng cục Tình báo hoặc Tổng cục II, là cơ quan tình báo chiến lược của Đảng, Nhà nước, cơ quan tình báo chuyên ngành quân sự của Quân ủy Trung ương, trực thuộc Bộ Quốc phòng, được thành lập trên cơ sở Cục Tình báo (Cục II), Bộ Tổng tham mưu năm 1995 và hoạt động theo Pháp lệnh tình báo do Chủ tịch Quốc hội Nông Đức Mạnh ký ngày 14 tháng 12 năm 1996 và Nghị định 96/CP do Thủ tướng Võ Văn Kiệt ký ngày 11 tháng 9 năm 1997.

## Quá trình hình thành và phát triển
Lực lượng Tình báo Quốc phòng bắt nguồn từ phòng Tình báo Quân ủy hội do Hoàng Minh Đạo (tên thật là Đào Phúc Lộc) phụ trách, thành lập ngày 25 tháng 10 năm 1945 (được lấy làm ngày truyền thống của Tình báo Quốc phòng Việt Nam). Hoàng Minh Đạo được coi là thủ trưởng đầu tiên của ngành tình báo quân sự.
Theo sắc lệnh của Chủ tịch Chính phủ nước Việt Nam Dân chủ Cộng hòa số 34 ngày 25 tháng 4 năm 1946, Điều thứ 10: "Tình báo cục" có nhiệm vụ trinh sát tình hình quân địch, tình hình quân đội của mình, và thu thập các tin tức lợi cho việc hành binh.
Tháng 9 năm 1946, Phòng Tình báo Quân ủy hội mở một lớp huấn luyện nghiệp vụ tại Sơn Tây, do Đại tá Lâm Sơn (người Nhật), làm giảng viên về nghiệp vụ tình báo.
Cục Tình báo được thành lập ngày 20 tháng 3 năm 1947, thuộc Bộ Quốc phòng – Tổng Chỉ huy Quân đội Quốc gia Việt Nam. Tháng 4 năm 1950,  Bộ Tổng chỉ huy đã chỉ thị đưa một bộ phận của Cục Tình báo tăng cường cho Phòng Quân báo để thành lập Cục Quân báo Bộ Tổng Tham mưu (tháng 7 năm 1950). Một bộ phận của Cục Tình báo sáp nhập với Nha Công an để thành lập Ty Tình báo Nha Công an.
Ngày 15 tháng 7 năm 1951, tổ chức lại thành Cơ quan Tình báo Chiến lược của Chính phủ Việt Nam Dân chủ Cộng hòa với tên gọi Nha Liên lạc thuộc Thủ tướng Phủ được thành lập.
Tháng 9 năm 1954, tranh thủ thời gian thực hiện hiệp định Geneva, Thủ tướng Phạm Văn Đồng (thay mặt Ban Chấp hành Trung ương phụ trách Tình báo), theo tham mưu của Nha Liên lạc, đề xuất phương án xây dựng tổ chức nắm địch của các cấp ủy Đảng ở địa phương.
Ngày 18 tháng 10 năm 1954, Ban Địch tình trực thuộc Xứ ủy được thành lập, phụ trách thống nhất các lực lượng tình báo tại miền Nam. Văn Viên – Xứ ủy viên là Trưởng ban, Mai Chí Thọ, Mười Hương, Cao Đăng Chiếm và Hoàng Minh Đạo là Phó ban.
Từ năm 1955 đến 1958, vì sự hoạt động có hiệu quả của các cơ quan phản gián Việt Nam Cộng hòa, nhiều đầu mối quan trọng của Ban Địch tình bị phát hiện và theo dõi, nhiều lãnh đạo của Ban cũng bị bắt. Đây cũng là một trong những thời điểm khó khăn nhất của Cách mạng miền Nam nói chung và lực lượng tình báo nói riêng.
Ngày 10 tháng 6 năm 1957, Nha Liên lạc hợp nhất với Cục Quân báo – Bộ Tổng tham mưu (Cục Nghiên cứu hay Cục II). Từ đây, hoạt động tình báo tại miền Nam được chuyển giao cho Quân đội.
Năm 1968, theo yêu cầu của Bộ Tổng tham mưu và lãnh đạo cục, Phòng Điệp báo ngoài nước (Cục 25 ngày nay) phối hợp với các tổ điệp báo tại Thái Lan, đã tấn công làm hư hại nhiều máy bay tại các sân bay Utapao và Udon.
Tháng 7 năm 1969, Cụm A22 – cụm điệp báo được cho là leo cao luồn sâu nhất trong chính quyền Việt Nam Cộng hòa bị phát hiện. Trong thời gian này, ít nhất 2 lưới tình báo A22 và A26 bị vỡ, một số lưới hoạt động không hiệu quả hoặc bị theo dõi, khiến phòng tình báo miền phải tổ chức hội nghị đặc biệt để bảo toàn các lưới khác.
Năm 1971, ít nhất 3 nguồn tin từ các tổ điệp báo đã phát hiện kế hoạch điều quân của quân đội Việt Nam Cộng hòa ra Hạ Lào, góp phần làm thất bại chiến dịch Lam Sơn 719.
Năm 1972, các lực lượng của Tình báo Quân sự, đặc biệt là Trinh sát kỹ thuật và Điệp báo chiến lược đã phát hiện sớm tình hình địch, phục vụ hiệu quả xuất sắc, góp phần đập tan cuộc tập kích đường không chiến lược 12 ngày đêm của Mỹ tháng 12 năm 1972, làm nên chiến thắng Điện Biên Phủ trên không.
Trong Chiến dịch Hồ Chí Minh, cán bộ của Phòng Quân báo đã kịp thời tham mưu, đề xuất với Cục Tình báo và Bộ Chỉ huy Miền chỉ đạo lực lượng trinh sát của Bộ tăng cường cho các Binh đoàn chủ lực tham gia chuẩn bị chiến trường, kết hợp chặt chẽ với các lực lượng nổi dậy trong nội đô, ven đô, dẫn đường và chỉ thị mục tiêu cho các cánh quân tiến về Sài Gòn, làm nên Đại thắng mùa xuân năm 1975, giải phóng hoàn toàn miền Nam, thống nhất đất nước.
Năm 1977, Cục Quân báo thu được tài liệu cho thấy Khmer Đỏ coi Việt Nam là đối thủ truyền kiếp, từ đó Trung ương đánh giá những sự kiện diễn ra tại biên giới Tây Nam không đơn thuần là xung đột biên giới thông thường, mà là chiến tranh toàn diện bảo vệ Tổ quốc.
Tháng 2 năm 1979, chiến tranh biên giới phía Bắc nổ ra. Cục không dự đoán được quy mô xung đột với Trung Quốc. Tổng kết sau chiến tranh, Bộ Tổng tham mưu nhận xét về mặt chiến thuật chúng ta thành công, nhưng về mặt chiến lược Việt Nam bị bất ngờ.
Tháng 5 năm 1983, xảy ra sự kiện Xiêm Rệp, bộ phận quân báo của mặt trận 479 (ngày nay là Cục 12) – bị phản tình báo, đã đưa đến nhận định sai lầm, gây ra hậu quả lớn trong quan hệ giữa 2 nước Campuchia và Việt Nam.
Khi kết thúc chiến tranh lạnh, Cục có đóng góp rất to lớn vào việc phá thế bao vây chiến lược của các nước lớn đối với Việt Nam, góp phần bình thường hóa quan hệ với Trung Quốc và Mỹ, tạo điều kiện thuận lợi cho việc phát triển kinh tế và xã hội sau này.
Ngày 18 tháng 9 năm 1992, Chủ tịch Hội đồng Bộ trưởng (nay là Thủ tướng Chính phủ) ra Nghị định số 335/HĐBT thành lập Tổng cục Tình báo – Bộ Quốc phòng.
Ngày 23 tháng 10 năm 1992, Bộ Quốc phòng ra Quyết định số 393/QĐ-QP về nhiệm vụ và cơ cấu tổ chức lực lượng của Tổng cục Tình báo.
Năm 1995, Cục Tình báo – Bộ Tổng tham mưu được nâng cấp lên thành Tổng cục Tình báo (Tổng cục II) thuộc Bộ Quốc phòng.
Năm 1996, Pháp lệnh Tình báo được thông qua, quy định Tổng cục 2 là cơ quan tình báo chiến lược của Nhà nước Việt Nam.
Năm 2016, Tổng cục 2 thành lập Trung tâm T1, chuyên trách trên hình thái tình báo mới, đánh dấu bước phát triển mới về tổ chức lực lượng, nâng cao hiệu quả dự báo quốc phòng.
Tổng cục đã tham mưu, phục vụ Bộ Chính trị ban hành Nghị quyết số 48 ngày 25 tháng 3 năm 2019 về tăng cường sự lãnh đạo của Đảng đối với công tác tình báo trong tình hình mới.
Bước vào giai đoạn tình báo mới, tổng cục xác định đối tượng chủ yếu của tình báo Việt Nam là Mỹ, Trung Quốc, địa bàn các nước trong khu vực. Tập trung vào các loại hình thái tình báo mới như tình báo trên không gian mạng.

## Nhiệm vụ
- "Lực lượng Tình báo Quốc phòng là lực lượng chuyên trách về công tác tình báo chiến lược hoạt động trên các lĩnh vực tình báo chính trị, quốc phòng, an ninh, đối ngoại, kinh tế, khoa học – kĩ thuật, công nghệ và môi trường, văn hoá – xã hội, thu thập và xử lý thông tin liên quan đến lợi ích quan trọng, sống còn của Cộng hòa Xã hội Chủ nghĩa Việt Nam, góp phần tham mưu cho Đảng và Nhà nước hoạch định đường lối, sách lược đối nội, đối ngoại và các chủ trương, kế hoạch, biện pháp, quyết sách để thực hiện hai nhiệm vụ chiến lược..." (Điều 1, chương 1 của Nghị định 96/CP).
- "Đối tượng và mục tiêu của Lực lượng Tình báo Quốc phòng là những nơi có tin tức, tài liệu liên quan đến nước Cộng hòa Xã hội Chủ nghĩa Việt Nam. Trong đó đặc biệt chú ý đến các quốc gia, tổ chức và các cá nhân ở trong nước và ngoài nước có âm mưu hoạt động, đe dọa chống lại Đảng Cộng sản Việt Nam, Nhà nước Cộng hòa Xã hội Chủ nghĩa Việt Nam." (Điều 11, chương 2 của Nghị định 96/CP).

## Lãnh đạo hiện nay
- Tổng cục trưởng: Trung tướng Trần Công Chính [14]
- Chính ủy: Thiếu tướng Nguyễn Đức Lợi
- Phó Tổng cục trưởng:
  - Thiếu tướng Tống Hữu Nghĩa
  - Thiếu tướng Tạ Xuân Thủy
  - Thiếu tướng Hà Văn Hưng
  - Thiếu tướng Nguyễn Tân Tiến
  - Thiếu tướng Nguyễn Minh Tuấn
- Phó Chính ủy: Thiếu tướng Trần Hậu Hùng

## Cơ cấu tổ chức
Không như cơ quan tình báo Bộ Công an, Lực lượng Tình báo Quốc phòng hiện nay không tổ chức các đơn vị tình báo theo đối tượng hoạt động (như Cục Châu Âu, Châu Mỹ,...) hoặc tập trung vào lĩnh vực đặc thù (như Cục Tình báo Kinh tế và Khoa học Công nghệ), nhiệm vụ điệp báo bất hợp pháp dựa vào các đơn vị trực thuộc, không giới hạn về địa lý và thể loại tin tình báo. Ngoài ra, cũng thành lập Ban Chỉ đạo điệp báo Tổng cục do thủ trưởng Tổng cục làm trưởng ban để theo dõi, và chỉ đạo các nguồn tin tình báo trọng yếu.
- Ghi chú: TQH = Trần quân hàm chỉ huy đơn vị

| Tên đơn vị                                               | TQH         | Thông tin |
| -------------------------------------------------------- | ----------- | --- |
| Bộ Tham mưu Cục Chính trị                                | Thiếu tướng | |
|                                                          | Đại tá      | |
| Cục Hậu cần-Kỹ thuật                                     |             | |
| Văn phòng Tổng cục                                       |             | |
| Thanh tra Tổng cục                                       |             | |
| Phòng Tài chính                                          |             | |
| Cục 11                                                   | Thiếu tướng | - Thành lập ngày 3 tháng 7 năm 1982 (43 năm, 47 ngày). Tiền thân là Đoàn 11 – Cục 2. - Phụ trách điệp báo địa bàn miền Trung và các nước liên quan. |
| Cục 12                                                   | Thiếu tướng | - Thành lập ngày 5 tháng 2 năm 1980 (45 năm, 195 ngày). Tiền thân là Phòng Tình báo J22, Bộ Tư lệnh miền. Đáp ứng yêu cầu của tình hình mới sau 1975, tái tổ chức thành đoàn 817 năm 1980. - Phụ trách điệp báo địa bàn phía Nam và các nước liên quan |
| Cục 16                                                   | Thiếu tướng | - Tiền thân là Đoàn 6, Cục 2. - Phụ trách điệp báo địa bàn phía Bắc và các nước liên quan. |
| Cục 25                                                   | Thiếu tướng | - Thành lập ngày 10 tháng 6 năm 1957 (68 năm, 70 ngày). Tiền thân là Phòng 76, Cục 2 - Chuyên trách tình báo ngoài nước |
| Cục 70                                                   | Thiếu tướng | - Tiền thân là Viện 70 - Chức năng, nhiệm vụ chính là nghiên cứu, đánh giá, nhằm tham mưu cho Đảng, Nhà nước, quân đội trong việc hoạch định đường lối, chiến lược                                                                                     |
| Cục 71                                                   | Thiếu tướng | - Thành lập ngày 30 tháng 5 năm 1947 (78 năm, 81 ngày). - Phụ trách hoạt động quân báo trinh sát |
| Cục 75                                                   | Thiếu tướng | - Tiền thân là Trung tâm 75 và Trung đoàn 75 - Phụ trách trinh sát kỹ thuật vô tuyến điện tử |
| Cục T1                                                   | Thiếu tướng | - Thành lập ngày 29 tháng 5 năm 2012 tiền thân là Trung tâm T1 - Phụ trách tình báo không gian mạng - Ra đời sau sự kiện Hacker Trung Quốc tấn công hạ tầng thông tin sân bay Việt Nam.                                                                |
| Cục 72                                                   | Đại tá      | - Tiền thân là Trung tâm 72 - Phụ trách trinh sát kỹ thuật viễn thám |
| Cục 78                                                   | Đại tá      | - Thành lập ngày 10 tháng 6 năm 1957 (68 năm, 70 ngày). Tiền thân là Viện 78 - Phụ trách đánh giá các thông tin về khoa học công nghệ phục vụ quốc phòng - Tổ chức: phòng 8                                                                            |
| Phòng A                                                  | Đại tá      | - Tiền thân là Phòng 73, Cục 2 - Có nhiệm vụ xử lý và đánh giá tin tình báo |
| Phòng B                                                  | Đại tá      | |
| Phòng C                                                  | Đại tá      | |
| Phòng D                                                  | Đại tá      | |
| Phòng E                                                  | Đại tá      | |
| Phòng F                                                  | Đại tá      | |
| Phòng G                                                  | Đại tá      | |
| Phòng H                                                  | Đại tá      | |
| Học viện Khoa học Quân sự                                | Thiếu tướng | - Thành lập ngày 10 tháng 6 năm 1968 (57 năm, 70 ngày) |
| Trường Cao đẳng Trinh sát                                | Đại tá      | - Thành lập ngày 12 tháng 7 năm 1990 (35 năm, 38 ngày). Tiền thân là Trường Hạ sĩ quan Trinh sát-chuyên môn kỹ thuật - Có nhiệm vụ đào tạo nhân viên quân báo-trinh sát cho Tổng cục và toàn quân                                                      |
| Viện Quan hệ quốc tế về Quốc phòng (Viện B26)            | Thiếu tướng | - Thành lập ngày 21 tháng 12 năm 2002 (22 năm, 241 ngày) |
| Viện Cơ cấu Chiến lược                                   | Đại tá      | |
| Viện Nghiên cứu Chiến lược Kỹ thuật thông tin viễn thông | Đại tá      | |
| Lữ đoàn K3                                               | Đại tá      | - Là đoàn trinh sát đặc nhiệm, tại khu vực miền bắc |
| Lữ đoàn 74                                               | Đại tá      | - Thành lập ngày 20 tháng 3 năm 1947 (78 năm, 152 ngày) - Là đoàn trinh sát đặc nhiệm, tại khu vực miền trung và tây nguyên |
| Lữ đoàn 94                                               | Đại tá      | - Là đoàn trinh sát đặc nhiệm, tại khu vực miền Nam |

Ngoài ra còn có các tổ chức không chính thức như Ban Chỉ đạo Điệp báo tổng cục,...

## Hệ thống cơ quan Tình báo trong Quân đội
- Tổng cục Tình báo thuộc Bộ Quốc phòng.
- Phòng quân báo thuộc các Quân khu, Quân đoàn, Quân chủng, Binh chủng, Tổng cục và tương đương.
- Cụm quân báo phân chia theo các khu vực, dưới sự chỉ đạo của phòng quân báo.

## Tổng cục trưởng qua các thời kỳ
- Ghi chú: # = Số thứ tự

| #  | Họ và tên                   | Thời gian đảm nhiệm | Cấp bậc cao nhất | Ghi chú |
| -- | --------------------------- | ------------------- | ---------------- | --- |
| 1  | Hoàng Minh Đạo (1923–1969)  | 1945–1947           | Trung tướng      | Trưởng phòng Tình báo Quân ủy Hội Hi sinh tại chiến trường miền Nam. Truy phong Trung tướng |
| 2  | Trần Hiệu (1914–1997)       | 1947–1950           | Đại tá           | Cục trưởng Cục Quân báo đầu tiên Phó Viện trưởng Viện kiểm sát nhân dân tối cao (1960–1984) |
| 3  | Lê Trọng Nghĩa (1922–2015)  | 1950–1951           | Đại tá           | Nguyên Chánh Văn phòng Bộ Quốc phòng |
| 4  | Trần Hiệu (1914–1997)       | 1951–1960           | Đại tá           | Giám đốc Nha liên lạc (cơ quan tình báo trung ương của Việt Nam Dân chủ Cộng hòa) Chuyển công tác sau khi nhiều tổ điệp báo ở miền Nam bị phá vỡ, nhiều lãnh đạo của Ban Địch tình bị bắt. Vào giai đoạn này, lực lượng tình báo miền Nam được sắp xếp lại và chuyển giao cho quân đội |
| 5  | Lê Trọng Nghĩa (1922–)      | 1960–1962           | Đại tá           | Bị bắt trong chuyên án X77 vì làm gián điệp cho Liên Xô |
| 6  | Phan Bình (1922–1987)       | 1962–1985           | Trung tướng      | Bí danh Ba Hùng. Được cho là tự sát bằng súng lục tại Thành phố Hồ Chí Minh Giai đoạn chỉ huy tình báo của ông, lực lượng tình báo quốc phòng đóng góp to lớn, tạo ra nhiều chiến công hiển hách trong cuộc chiến tranh vệ quốc của dân tộc.                                           |
| 7  | Tống Trần Thuật (1927–2017) | 1985–1986           | Thiếu tướng      | Quyền Cục trưởng từ tháng 9-1985 đến tháng 8-1986. |
| 8  | Nguyễn Như Văn (1924–2001)  | 1987–1995           | Trung tướng      | Tổng cục trưởng Tổng cục II đầu tiên. Bí danh Tư Văn. Nguyên cục phó cục 2 phụ trách tình báo miền Nam thời chống Mỹ. |
| 9  | Vũ Chính (1928–2022)        | 1995–2000           | Trung tướng      | Cha vợ tướng Nguyễn Chí Vịnh. Nguyên lãnh đạo tình báo Việt Nam tại Campuchia |
| 10 | Nguyễn Chí Vịnh (1959–2023) | 2000–2009           | Thượng tướng     | Thứ trưởng Bộ Quốc phòng (2009–2021). Nguyên cục trưởng phụ trách tình báo phía Nam |
| 11 | Lưu Đức Huy (1954–)         | 2009–2014           | Trung tướng      | Nguyên Chính ủy Tổng cục II |
| 12 | Phạm Ngọc Hùng (1959–)      | 2014–2024           | Trung tướng      | Nguyên Phó Tổng cục trưởng Tổng cục II, nguyên cục trưởng cục 15 ( đã giải thể) |
| 13 | Trần Công Chính (?)         | 2024-nay            | Trung tướng      | Nguyên Chính ủy Tổng cục II |

## Chính ủy qua các thời kỳ
- Ghi chú: # = Số thứ tự

| # | Họ và tên              | Thời gian đảm nhiệm | Cấp bậc cao nhất | Ghi chú                                                                             |
| - | ---------------------- | ------------------- | ---------------- | ----------------------------------------------------------------------------------- |
| 1 | Đào Quang Cát (1932 -) |                     | Thiếu tướng      | Phó Tổng cục trưởng về chính trị                                                    |
| 2 | Trần Nam Phi (1948–)   | 2006–2008           | Trung tướng      | Phó Tổng cục trưởng về chính trị                                                    |
| 3 | Lưu Đức Huy (1954–)    | 2008–2009           | Trung tướng      | Nguyên Phó Tổng cục trưởng Tổng cục II                                              |
| 4 | Dương Xuân Vinh (?)    | 2009–2016           | Trung tướng      | Nguyên Phó Tổng cục trưởng Tổng cục II                                              |
| 5 | Phan Văn Việt (1960–)  | 2016–2020           | Trung tướng      | Nguyên Phó Tổng cục trưởng Tổng cục II                                              |
| 6 | Lê Quang Minh (1968–)  | 2020–12.2022        | Trung tướng      | Nguyên Phó Tổng cục trưởng Tổng cục II, Phó Chủ nhiệm Tổng cục chính trị (2022–nay) |
| 7 | Trần Công Chính (?)    | 01/2023–10/2024     | Trung tướng      | Nguyên Phó Tổng cục trưởng Tổng cục II                                              |

## Phó Tổng cục trưởng qua các thời kỳ
| Họ và tên                     | Thời gian đảm nhiệm | Cấp bậc cao nhất | Ghi chú |
| ----------------------------- | ------------------- | ---------------- | --- |
| Cao Pha(1920-2006)            | ?-1975              | Thiếu tướng      | Nguyên Trưởng ban Quân báo trong Chiến dịch Biên giới 1950, kiêm nhiệm Phó tư lệnh Binh chủng Đặc công (1967-1975). |
| Tống Trần Thuật (1927–2017)   | 1966-1985 1986-1992 | Thiếu tướng      | Quyền Cục trưởng Cục Tình báo từ tháng 9-1985 đến tháng 8-1986                                                      |
| Vũ Thắng(1927–2022)           | 1974-1991           | Thiếu tướng      | Nguyên Trưởng phòng huấn luyện điệp báo. Trưởng phòng điệp báo ngoài nước, Cục Nghiên cứu, Bộ Tổng tham mưu.        |
| Nguyễn Văn Tiết (1930 – 2023) | 1991 – 1992         | Thiếu tướng      | Bí danh Sáu Cúc Nguyên Phó Cục trưởng Cục Nghiên cứu, Bộ Tổng Tham mưu                                              |
| Lê Hải Anh (1945–2016)        | 1993–1998           | Trung tướng      | Nguyên Phó Tham mưu trưởng Quân khu 4 sau là Phó Tổng tham mưu trưởng (1998–2003)                                   |
| Trần Tiến Cung (1929–2011)    | 1995–2000           | Thiếu tướng      | Nguyên Cục trưởng Cục 11                                                                                            |
| Lê Hoài Thanh (1950–2021)     | 2000–2011           | Thiếu tướng      | Nguyên Cục trưởng Cục 16                                                                                            |
| Nguyễn Hồng Thanh (1945–)     | 2002–2008           | Thiếu tướng      | |
| Dương Xuân Vinh (?)           | 2004–2009           | Trung tướng      | Sau là Chính ủy Tổng cục II (2009–2016)                                                                             |
| Phạm Ngọc Hùng (1959–)        | 2004–2014           | Trung tướng      | Sau là Tổng cục trưởng Tổng cục II (2014–nay)                                                                       |
| Lưu Đức Huy (1954–)           | 2005–2009           | Trung tướng      | Sau là Tổng cục trưởng Tổng cục II (2009–2014)                                                                      |
| Nguyễn Minh Tân (1986-)       | 2007–2019           | Thiếu tướng      | Nguyên Trưởng phòng 73                                                                                              |
| Phan Anh Việt (1957–)         | 2009–2015           | Trung tướng      | Sau là Phó Giám đốc Học viện Quốc phòng (2015–2020)                                                                 |
| Trần Bá Dũng (1958–)          | 2011–2019           | Thiếu tướng      | Nguyên: Cục trưởng Cục 16, Cục trưởng Cục 11...                                                                     |
| Nguyễn Chí Thành (1959–)      | 2013–2020           | Thiếu tướng      | |
| Phan Văn Việt(1960–)          | 2015–2016           | Trung tướng      | Nguyên Cục trưởng Cục 11, sau là Chính ủy Tổng cục II                                                               |
| Phan Sỹ Minh(1960–)           | 2016–2020           | Thiếu tướng      | Nguyên Cục trưởng Cục 16                                                                                            |
| Lê Minh Dũng (?)              | 2016–nay            | Thiếu tướng      | |
| Lê Quang Minh (1966–)         | 2017–2020           | Trung tướng      | Sau là Chính ủy Tổng cục II                                                                                         |
| Bùi Xuân Khang (?)            | 2019–nay            | Thiếu tướng      | |
| Bùi Xuân Khiển (?)            |                     | Thiếu tướng      | Nguyên Cục trưởng Cục 71                                                                                            |
| Nguyễn Tân Tiến (?)           | 2020–nay            | Thiếu tướng      | |
| Lê Hồng Sơn (?)               | 2020–nay            | Thiếu tướng      | Nguyên Cục trưởng Cục 70                                                                                            |

#### Phó Chính ủy qua các thời kỳ
| Họ và tên              | Thời gian đảm nhiệm | Cấp bậc cao nhất | Ghi chú                |
| ---------------------- | ------------------- | ---------------- | ---------------------- |
| Trần Việt Thắng (1959) | ?–2020              | Thiếu tướng      |                        |
| Lê Vĩnh Thuộc (?)      | 2020–nay            | Thiếu tướng      | Nguyên Chính ủy Cục 11 |

## Các tướng lĩnh tiêu biểu
- Đặng Trần Đức, Thiếu tướng, nguyên Cục trưởng Cục 12.
- Phùng Quang Định, Thiếu tướng, Viện trưởng Viện Cơ cấu chiến lược.
- Nguyễn Quang Trung, Thiếu tướng, Cục trưởng Cục Chính trị.
- Phan Sỹ Minh (sinh năm 1960), Thiếu tướng, PGS.TS, Cục trưởng Cục 16 (2011–2019).
- Dương Quốc Huy, Thiếu tướng, Viện trưởng Viện 34.
- Phan Hải Quân, Thiếu tướng, PGS.TS, Viện trưởng Viện 70.
- Nguyễn Đức Long, (sinh năm 1960), Thiếu tướng, Viện trưởng Viện 78.
- Đỗ Văn Nghị, Thiếu tướng, nguyên Cục trưởng Cục 25.

- Nguyễn Chí Vịnh, Thượng Tướng, Nguyên Thứ trưởng Bộ Quốc Phòng

## Những điệp viên nổi tiếng
- Hai Trung, X6 (Phạm Xuân Ẩn)
- Hai Long (Vũ Ngọc Nhạ)
- Ba Quốc (Đặng Trần Đức)
- Chín Thảo (Phạm Ngọc Thảo)
- Tám Thảo (Nguyễn Thị Mỹ Nhung)
- Năm Thúy (Lê Hữu Thúy)
- Đinh Thị Vân
- Nguyễn Văn Minh
- Ba Đệ (Đinh Văn Đệ)[37]
- Vũ Văn Địch
- Tư Cang (Nguyễn Văn Tàu)
- Tư Ẩn (Nguyễn Ngọc Ẩn)
- Nguyễn Hữu Trí (Tư Bốn)
- Lưu Hà Quốc Khánh

## Các tập thể được phong tặng danh hiệu Anh hùng lực lượng vũ trang
Danh hiệu Anh hùng Lực lượng vũ trang nhân dân được trao tặng cho 37 lượt tập thể và 42 cá nhân thuộc tổng cục, 18 tập thể và 65 cá nhân thuộc lực lượng quân báo – trinh sát tính đến 2015):
| STT | Tên đơn vị                                               | Năm phong tặng                                                 | Chú thích                                                |
| --- | -------------------------------------------------------- | -------------------------------------------------------------- | -------------------------------------------------------- |
| 01  | Cụm tình báo H63                                         | 1971                                                           | Đơn vị được 2 lần tuyên dương Anh hùng                   |
| 02  | Tiểu đoàn Trinh sát Kỹ thuật 35, Trung đoàn 75           | 01 tháng 10 năm 1971 31 tháng 12 năm 1973 25 tháng 01 năm 1983 | Đơn vị được 3 lần tuyên dương Anh hùng                   |
| 03  | Đại đội 1, Tiểu đoàn Trinh sát Kỹ thuật 3, Trung đoàn 75 | 31 tháng 12 năm 1973                                           |                                                          |
| 04  | Cụm tình báo H67                                         | 03 tháng 06 năm 1976                                           |                                                          |
| 05  | Cục 12                                                   | 1982,?                                                         | (2 lần)                                                  |
| 06  | Cụm tình báo J22                                         | 2000                                                           | Phòng Tình báo Bộ Tham mưu B2 (Quân giải phóng Miền Nam) |
| 07  | Phòng: 73, 76, 70, 79                                    | 2004                                                           |                                                          |
| 08  | Cục 16, Đoàn K3                                          | 2005                                                           |                                                          |
| 09  | C98, Cục 12                                              | 2006                                                           |                                                          |
| 10  | Cục 11                                                   | 30 tháng 05 năm 2012                                           |                                                          |
| 11  | Lữ đoàn 74                                               | 13 tháng 12 năm 2013                                           |                                                          |
| 12  | Đại đội 2, Tiểu đoàn 1, Trung đoàn 75                    | 2015                                                           |                                                          |
| 13  | Cục 78                                                   | 2017                                                           |                                                          |
| 14  | Cục 701                                                  | 2020                                                           |                                                          |
| 15  | Cục Quân báo – Trinh sát                                 | ?                                                              |                                                          |
| 16  | Viện 70                                                  | ?, 2015                                                        |                                                          |

## Các cá nhân được phong tặng danh hiệu Anh hùng lực lượng vũ trang
Danh sách chưa đầy đủ các cá nhân của Tổng cục II được tặng, truy tặng danh hiệu Anh hùng Lực lượng vũ trang nhân dân:
| STT | Họ và tên                           | Năm phong tặng       | Chú thích |
| --- | ----------------------------------- | -------------------- | --- |
| 01  | Đinh Thị Vân (Bảy Vân)              | 25 tháng 08 năm 1970 | Đại tá, Anh hùng đầu tiên của ngành Tình báo Quốc phòng Việt Nam |
| 02  | Nguyễn Hữu Trí (Tư Bốn)             | 20 tháng 09 năm 1971 | Quyền Trưởng phòng Tình báo chiến lược miền (J22) |
| 03  | Trần Tấn Mới                        | 31 tháng 12 năm 1973 | Đội trưởng Đội giao thông đường biển 128 |
| 04  | Nguyễn Tiến Nhự                     | 31 tháng 12 năm 1973 | Lúc tuyên dương là Chuẩn úy, Đại đội trưởng Đại đội 3, Tiểu đoàn Trinh sát kỹ thuật 35, Trung đoàn 75, Cục nghiên cứu, Bộ Tổng Tham mưu.                                                                               |
| 05  | Phạm Xuân Ẩn (Hai Trung, X6)        | 15 tháng 01 năm 1976 | Thiếu tướng, nhà báo và phóng viên cho hãng tin Reuters, tạp chí Time |
| 06  | Nguyễn Thị Ba                       | 15 tháng 01 năm 1976 | Thiếu tá, giao liên tình báo cụm H63, phụ trách chuyển tài liệu của Phạm Xuân Ẩn |
| 07  | Lê Văn Tách                         | 20 tháng 10 năm 1976 | Trung úy, chính trị viên tiểu đoàn 89 giao liên tình báo, Đoàn 22. Hy sinh ngày 27 tháng 3 năm 1973. |
| 08  | Tôn Minh Lai (M.40)                 | 06 tháng 11 năm 1978 | Giao liên tình báo nội thành Sài Gòn |
| 09  | Lê Thị Nhiễm                        | 06 tháng 11 năm 1978 | Chiến sĩ giao liên tình báo thuộc Đoàn 22, Cục tham mưu Bộ tư lệnh Miền. |
| 10  | Đặng Trần Đức (Ba Quốc)             | 06 tháng 11 năm 1978 | Thiếu tướng, Cục trưởng Cục 12. Điệp viên nằm trong Phủ Đặc ủy Trung ương Tình báo |
| 11  | Lê Văn Vĩnh (Bảy Vĩnh, H7)          | 06 tháng 11 năm 1978 | Đại tá, Cụm trưởng Cụm H67 thuộc Phòng Tình báo B2 |
| 12  | Hồ Thị Bời (Tư A)                   | 06 tháng 11 năm 1978 | Tổ trưởng tổ giao liên tình báo Đoàn 22 |
| 13  | Nguyễn Văn Thương (Hai Thương)      | 06 tháng 11 năm 1978 | Thiếu tá, giao liên tình báo. Bị Mỹ – ngụy cưa chân 6 lần. |
| 14  | Phùng Hồng Lâm                      | 13 tháng 12 năm 1989 | Đại tá, người chỉ huy trận đánh B52 ở sân bay U-Tapao năm 1968. |
| 15  | Nguyễn Ngọc Bảo                     | 30 tháng 08 năm 1995 | Tiểu đoàn phó, Tiểu đoàn 122, Cục Quân báo, Bộ Tổng Tham mưu. Người chỉ huy trận đánh thu được tấm bản đồ Điện Biên Phủ của Pháp. Ông hy sinh ngày 08 tháng 04 năm 1954 trong chiến dịch Điện Biên Phủ.                |
| 16  | Phạm Ngọc Thảo (Chín Thảo)          | 30 tháng 08 năm 1995 | Đại tá tình báo Trung ương hoạt động trong lòng địch tại miền Nam. Hy sinh ngày 17 tháng 07 năm 1965. |
| 17  | Lê Hữu Thúy (Năm Thúy)              | 29 tháng 01 năm 1996 | Đại tá, cán bộ tình báo chiến lược thuộc lưới tình báo A22. |
| 18  | Nguyễn Văn Giai (Hai Dần)           | 22 tháng 04 năm 1998 | Chuẩn úy, Tổ trưởng cơ yếu B49 phòng tình báo Miền J22. Hi sinh khi chống địch càn quét ngày 26 tháng 12 năm 1968 tại An Tịnh, huyện Trảng Bàng, tỉnh Tây Ninh.                                                        |
| 19  | Hoàng Minh Đạo (Đào Phúc Lộc)       | 1998                 | Liệt sĩ, Trưởng phòng tình báo đầu tiên của Quân uỷ hội. Hy sinh do bị phục kích trên đường đi công tác tại sông Vàm Cỏ Đông đoạn qua ấp An Thới, xã An Hòa, huyện Trảng Bàng, tỉnh Tây Ninh đêm 24 tháng 12 năm 1969. |
| 20  | Nguyễn Văn Minh (H3)                | 1999                 | Đại tá, Nhân viên văn thư của Văn phòng Tổng tham mưu trưởng chế độ Sài Gòn. |
| 21  | Bùi Thế Sách                        | 04/2000              | Thượng úy, hy sinh trong trận tập kích sân bay Udon, phá hủy 4 máy bay F5 của Mỹ (05/1968). |
| 22  | Lê Đức Mục                          | 04/2000              | Trung úy, hy sinh trong trận tập kích sân bay Udon, phá hủy 4 máy bay F5 của Mỹ (05/1968). |
| 23  | Trần Huyền                          | 28 tháng 04 năm 2000 | Đại đội phó Đại đội 2, Tiểu đoàn 74 thuộc Cục Tình báo (Bộ Tổng tham mưu). Hi sinh ngày 17 tháng 08 năm 1967 tại căn cứ Cồn Tiên – Dốc Miếu, Quảng Trị.                                                                |
| 24  | Lê Lương                            | 02/2002              | Tiểu đoàn trưởng, Tiểu đoàn 426 (nay là Đoàn 74, Tổng cục II). Hy sinh ngày 28 tháng 10 năm 1947 trong trận đánh đồn Na U.                                                                                             |
| 25  | Nguyễn Văn Lộc                      | 05/2005              | |
| 26  | Nguyễn Văn Kỷ                       | 05/2005              | |
| 27  | Nguyễn Văn Phấn                     | 05/2005              | |
| 28  | Nguyễn Xuân Hòe                     | 05/2005              | Điệp viên lưới tình báo A22, Ủy viên đặc biệt Phủ tổng thống. |
| 29  | Nguyễn Văn Tàu (Tư Cang)            | 2005                 | Đại tá, Nguyên Phó Chính ủy phòng Tình báo Bộ tham mưu B2. |
| 30  | Trần Văn Lai (Mai Hồng Quế)         | 2005                 | Thượng úy, đơn vị 159 biệt động Quân khu Sài Gòn – Chợ Lớn – Gia Định. |
| 31  | Lâm Thị Phấn                        |                      | Thiếu tá, nguyên mẫu nhân vật Bạch Cúc trong bộ phim Người đẹp Tây Đô. |
| 32  | Lê Thoong                           | 23 tháng 02 năm 2010 | Nguyên Tổ trưởng giao thông Phòng 76 (nay thuộc Cục 25). Làm nhiệm vụ giao thông, phụ trách vận chuyển vũ khí từ Hà Nội đến nơi tập kết trong các trận tập kích sân bay Thái Lan (1968).                               |
| 33  | Nguyễn Thanh Tùng (Mười Cơ)         | 23 tháng 02 năm 2010 | Đại tá, nguyên Phó phòng Tình báo Miền (J22), Bộ Tham mưu Quân Giải phóng miền Nam. |
| 34  | Nguyễn Thị Thanh Xuân (Hai Kim, T2) | 28 tháng 05 năm 2010 | Tổ trưởng tổ điệp báo chiến lược H3, Cụm Tình báo A33, Phòng Tình báo Miền J22. |
| 35  | Lê Văn Đình                         | 2011                 | Đại tá, nguyên cán bộ hoạt động, Cục Nghiên cứu (nay là Cục 11). |
| 36  | Võ Tá Kiều                          | 2011                 | Nguyên cán bộ Phòng 76, Cục Nghiên cứu (nay là Cục 25). Tham gia trận tập kích sân bay Udon tại Thái Lan, tháng 5-1968.                                                                                                |
| 37  | Nguyễn Văn Triêm                    | 2011                 | Nguyên cán bộ Phòng 76, Cục Nghiên cứu (nay là Cục 25). Tham gia trận tập kích sân bay Udon tại Thái Lan, tháng 5-1968.                                                                                                |
| 38  | Trần Viết Tính                      |                      | Nguyên Trợ lý chỉ đạo điệp báo, Phòng 76, Cục nghiên cứu. Tổ trưởng tổ tình báo tập kích sân bay Udon tại Thái Lan, tháng 5-1968.                                                                                      |
| 39  | Nguyễn Ngọc Ẩn (Tư Ẩn)              | 2015                 | Đại tá, Đội trưởng Đội 20, Đoàn 817 – đơn vị Tình báo hành động, phụ trách đánh bắt của Tình báo tại Campuchia, Nay thuộc Cục 12.                                                                                      |
| 40  | Nguyễn Thị Mỹ Nhung (Tám Thảo)      | 2018                 | Thượng úy, giao liên tình báo cụm H63. |
| 41  | Trần Văn Danh (Ba Trần)             | 2022                 | Thiếu tướng, nguyên Tham mưu phó Bộ Tham mưu Miền. Phó Chủ tịch Ủy ban Quân quản thành phố. |

## Khen thưởng

### Tổng cục
- Huân chương Sao Vàng (1995)
- 2 Huân chương Hồ Chí Minh (1985, 2010)[75]
- Huân chương Độc lập hạng Nhất (1993)
- 2 Huân chương Quân công hạng Nhất (2015, 2018)[76]
- 2 Huân chương Bảo vệ Tổ quốc hạng Nhất (2015, 2020), hạng Ba (2010)[75]
- 2 Huân chương Chiến công hạng Nhất (2016, 2023)[77]
- Danh hiệu Anh hùng Lực lượng vũ trang nhân dân (2008, 2019, 2020)[47][75][78]

### Các đơn vị thuộc Tổng cục
- Huân chương Quân công hạng Ba:

1. Lữ đoàn 74 (2017)[25]
2. Cục 12 (2020)[79]

- Huân chương Bảo vệ Tổ quốc hạng Nhất:

1. Cục 12 (2015)[45]
2. Cục Quân báo – Trinh sát (2022)[53]
3. Lữ đoàn 94 (2022)[80]
4. Cục 75 (2024)[81]

- Huân chương Bảo vệ Tổ quốc hạng Nhì:

1. Phòng Tài chính (2019)
2. Trường Cao đẳng Trinh sát (2020)[82]
3. Học viện Khoa học Quân sự (18/02/2022)

- Huân chương Bảo vệ Tổ quốc hạng Ba:

1. Học viện Khoa học Quân sự (2017)[83]
2. Cục T1 (2022)[84]
3. Cục 25 (2022)[85]

- Huân chương Chiến công hạng Nhất:

1. Cục 12 (2019)
2. Cục 78 (2021)[86]

- Huân chương Chiến công hạng Nhì:

1. Cục 11 (2017)[87]
2. Cục 70 (2019)
3. Cục 25 (2021)[86]